# Shadowrun (jogo eletrônico de 2007)
Shadowrun é um jogo de tiro em primeira pessoa de estilo cyberpunk, baseado no jogo de RPG de mesa Shadowrun, o jogo foi desenvolvido pela FASA Studio para o Windows Vista e o consoles Xbox 360.

## História
Três jogos de video games foram criados utilizando o universo Shadowrun nos anos 90: um para o console SNES, um para o Sega Genesis, e outro para o Mega CD (realizado apenas no Japão).
Em Janeiro de 1999, a Microsoft adquiriu os direitos eletrónicos da marca Shadowrun. Então a Microsoft criou uma marca registrada aos títulos de Shadowrun, em Novembro de 2004.
Na E³ em Maio de 2006, Microsoft finalmente revela Shadowrun para o Vista e o Xbox 360.

## Jogabilidade
Shadowrun é jogo de multijogadores  de tiro em primeira pessoa, utilizando elementos cyberpunks. O jogo se passa no Brasil, na cidade de Santos, no ano de 2031: antes de eventos acontecidos no universo Shawdowrun.
Pretendem-se num futuro próximo expandir o jogo para outras cidades brasileiras como Recife e São Paulo e daí seguir o mundo todo.
Os jogadores devem escolher entre duas organizações, a megacorporação RNA Global ou o grupo de resistência conhecida como The Lineage.
Os jogadores escolhe entre magia, aprendizado, tecnologia e armas durante cada rodada do jogo. Cada opção inclui diferentes tipos de itens e habilidades.

## Ligações Externas
- Site Oficial de Shadowrun (em inglês)
- Página Oficial do jogo no Xbox Brasil[ligação inativa] (em português brasileiro)
- Página do jogo no Xbox Portugal (em português)

Predefinição:FASA Studio